# Kumla (stad)
Kumla is de hoofdstad van de gemeente Kumla in het landschap Närke en de provincie Örebro län in Zweden. De stad heeft 13.033 inwoners (2005) en een oppervlakte van 721 hectare. De stad is in Zweden vooral bekend doordat een van de grootste gevangenissen van Zweden zich hier bevindt. Deze gevangenis ging in 1933 open en kan 333 gevangenen herbergen.

## Verkeer en vervoer
Bij de plaats lopen de E20, Riksväg 50, Riksväg 51 en Riksväg 52.
De plaats heeft een station aan de spoorlijnen Godsstråket genom Bergslagen, Kumla - Kvarntorp en Hallsberg - Örebro.

## Geboren in Kumla
- Fabian De Geer (1850-1934), gouverneur
- Johan Verruim (1856-1933), politicus
- Sven Wingquist (1876-1953), ingenieur, uitvinder en industrieel
- Carl-Uno Sjöblom (1930), radio- en tv-persoonlijkheid
- Hans Karlsson (1946), sociaaldemocratische oud-minister (minister van Arbeid)
- Håkan Nesser (1950), schrijver
- Fredrik Ekblom (1970), autocoureur
- Mattias Jonson (1974), voetballer
- Pierre Bengtsson (1988), voetballer
- Marcus Ericsson (1990), autocoureur
- Peter Stormare (1953), acteur

## Foto's

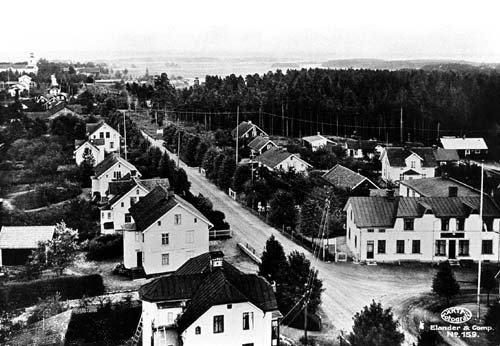
In 1920 was Kumla nog een klein dorpje